# Такахара, Сумико
Сумико Такахара (яп. 高原須美子; 16 июня 1933, Токио — 19 августа 2001, Япония) — японский политик и дипломат, посол Японии в Финляндии и по совместительству в Эстонии (1995—1998).

## Биография
Родилась 16 июня 1933 года в Токио. Окончила университет Хитоцубаси.
В 1995 году был назначен чрезвычайным и полномочным послом Японии в Финляндии и вручила свои верительные грамоты президенту Финляндии Мартти Ахтисаари.
Как посол по совместительству в Эстонии, также вручила свои верительные грамоты президенту Эстонии Леннарту Мери.
19 августа 2001 года скончалась от злокачественной лимфомы.